# Institut supérieur de l’automobile et des transports
Die Institut supérieur de l’automobile et des transports (ISAT) ist eine französische Ingenieurschule  auf dem Campus der Universität von Burgund in Nevers.
Sie ist Mitglied der Elles Bougent und der Conférence des directeurs des écoles françaises d’ingénieurs, einer Gruppe allgemeinwissenschaftlich orientierter Elitehochschulen für Ingenieure. ISAT ist die einzige französische öffentliche Schule von Automobilingenieuren.

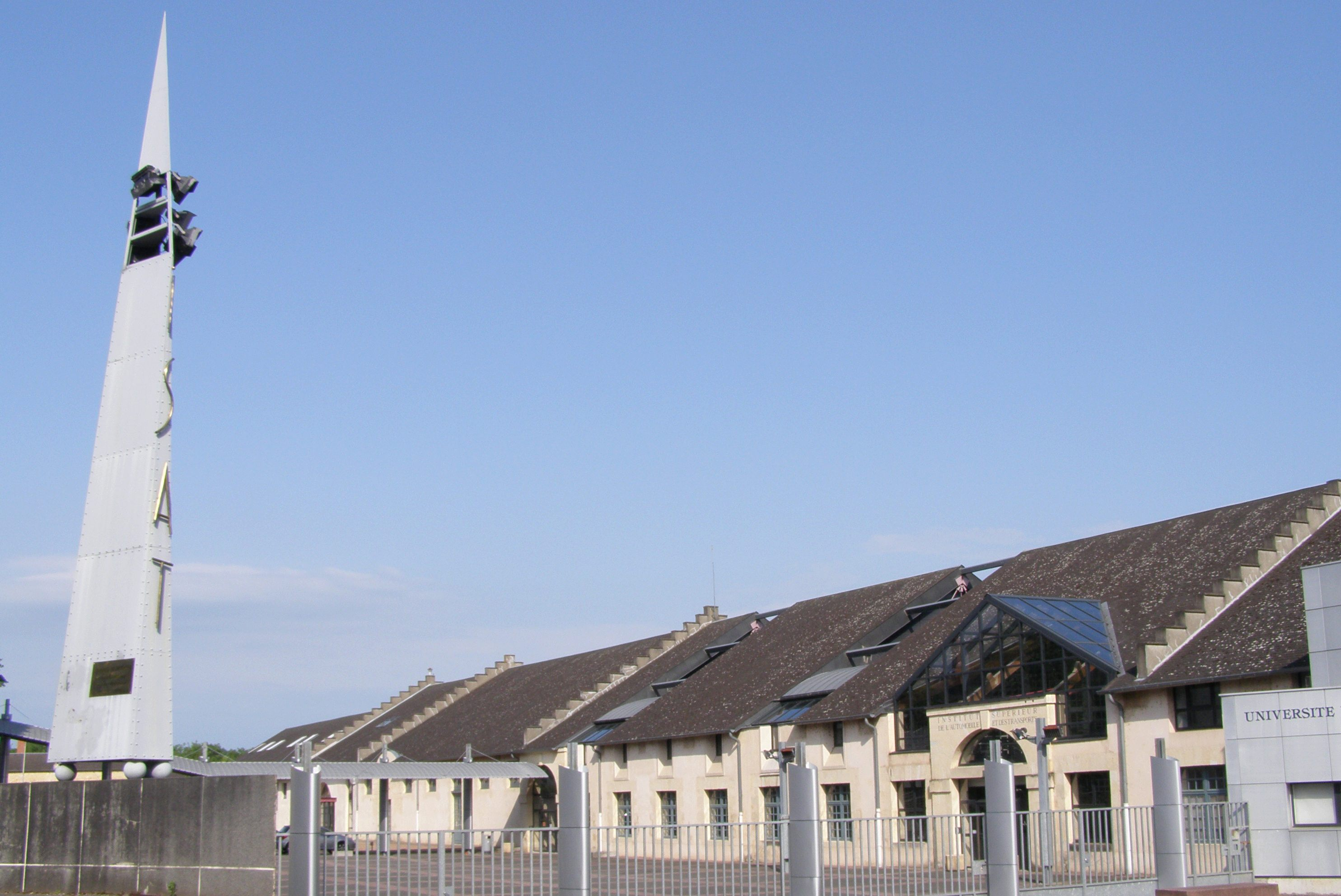
Institut supérieur de l’automobile et des transports

## Diplome ISAT
- Master Ingénieur ISAT
- sechs Masters Forschung Ingenieurwissenschaft
- sechs Masters Professional Ingenieurwissenschaft

## Forschung und Graduiertenkolleg
- Energie, Antrieb und Umwelt
- Intelligente Fahrzeuge
- Haltbarkeit und Verbundstrukturen
- Vibrationen und Transportakustik.